# Битка за Лейте
 Тази статия е за сухопътното сражение.  За морската битка вижте Битка в залива Лейте.  
Битката за Лейте е сражение между 17 октомври и 26 декември 1944 година на Филипините по време на Втората световна война.
Това е първата битка на Филипинската операция, в която войски на Съединените щати и Филипините, с участието на австралийски военноморски и военновъздушни части, дебаркират на остров Лейте и изтласкват от по-голямата му част защитаващите го сили на Япония и Втората филипинска република. Победата на Съюзниците в Битката за Лейте до голяма степен предопределя изхода от цялата операция, нанасяйки тежки загуби на японските сухопътни сили и военен флот и лишавайки японските военновъздушни сили от половината им наземни бази във Филипините.